# Psychotria ingentifolia
Espèce
Psychotria ingentifolia E.M.A.Petit  est une espèce de plantes du genre Psychotria. C’est une plante endémique du Cameroun.